# Mirages (film, 2010)
Pour les articles homonymes, voir Mirage (homonymie).
Pour plus de détails, voir Fiche technique et Distribution.
Mirages est un film marocain réalisé par Talal Selhami, sorti en 2010.

## Synopsis
Cinq personnes venant d'horizons variés acceptent de participer à une expérience au Maroc. Ils sont réunis dans un bus sans fenêtre qui a un accident. Celui-ci fait-il partie de l'expérience ?

## Fiche technique
- Titre : Mirages
- Réalisation : Talal Selhami
- Scénario : Christophe Mordellet et Talal Selhami
- Photographie : Mohamed Sellam
- Montage : Noémie Moreau
- Production : Nabil Ayouch
- Société de production : Alchimix, Ali'n Productions et SNRT
- Pays :  Maroc et  France
- Genre : aventures, fantastique, horreur, thriller
- Durée : 100 minutes
- Dates de sortie : 
  -  Maroc : 7 décembre 2010 (festival international du film de Marrakech)
  -  France : 1er février 2013 (DVD)

## Distribution
- Éric Savin : Alexandre German
- Karim Saidi : Hicham
- Aïssam Bouali : Saïd
- Omar Lotfi : Samir
- Mohamed Choubi : L'homme en costume noir
- Chaouki El Ofir : Mustapha
- Meryam Raoui : Assia
- Mustapha El Houari : Jamal
- Mohamed Aouragh : Ahmed
- Laila Fadili : Asmaa
- Hamza Arts

## Distinctions
Le film a été présenté en sélection officielle en compétition au festival international du film fantastique de Neuchâtel.